# Andrea Palladino
Andrea Palladino (Milano, 22 maggio 1965) è un giornalista italiano.
Ha vissuto a lungo in America Latina, occupandosi di diritti umani, comunicazione e cultura popolare. Ha realizzato inchieste sulle ecomafie, sulla criminalità organizzata e sul neofascismo per La Repubblica, La Stampa, il manifesto, Il Fatto quotidiano, L'Espresso, Famiglia cristiana, l'Unità.
Ha vinto il primo premio per il giornalismo d’inchiesta “Gruppo dello zuccherificio”, edizione 2013, insieme a Luciano Scalettari, per l'inchiesta "L’ultimo viaggio di Ilaria Alpi e Miran Hrovatin in Somalia e quell’ombra di Gladio", pubblicata su Il Fatto quotidiano. 
Si è occupato per il manifesto dell'inchiesta sulle Navi dei veleni.

## Opere
- Evelina e Marcelino, Sensibili alle foglie, 1995
- Bandiera nera. Le navi dei veleni, Manifestolibri, 2010
- Die Müllmafia : das kriminelle Netzwerk in Europa, con Sandro Mattioli, Herbig, 2011
- Trafficanti[4], Laterza, 2012
- Europa Identitaria, Manifestolibri, 2018
- Meloni segreta, Ponte alle Grazie, 2023